# Джавоні
Джавоні́ (тадж. Ҷавонӣ) — село у складі Хатлонської області Таджикистану. Входить до складу джамоату імені Абді Авазова Восейського району.
Назва означає молодість. Колишні назви — Комсомолабад та Кумтеппа, з 4 жовтня 2011 року — сучасна назва..
Населення — 2528 осіб (2010; 2520 в 2009, 1146 в 1979).
Національний склад станом на 1979 рік — узбеки.